# James Lemke
James Lemke (* 25. Januar 1988 in Melbourne, Victoria) ist ein ehemaliger australischer Tennisspieler.

## Karriere
Lemke spielte bis 2006 auf der ITF Junior Tour und nahm in seinen über 100 Einzelmatches dort auch an jedem der vier Grand-Slam-Turniere teil. Hier scheiterte er jedoch stets spätestens in der zweiten Runde. In der Junior-Weltrangliste erreichte er im Januar 2016 mit Platz 25 seine beste Notierung.
Von 2007 bis 2008 studierte er an der Pepperdine University im US-Bundesstaat Kalifornien, wo er auch College Tennis spielte. 2008 spielte er auch erstmals regelmäßig auf der drittklassigen ITF Future Tour und beendete das Jahr auf Platz 806 der Weltrangliste. Im Jahr 2009 kletterte er um über 300 Plätze bis in die Top 500 der Welt, indem er u. a. seinen ersten Future-Titel sowie zwei weitere Future-Finals erreichte.
Anfang 2010 gewann Lemke alle drei Qualifikationsrunde beim ATP-World-Tour-Event in Auckland, wo er bei seiner Premiere auf diesem Level gegen Albert Montañés verlor. Einen Monat später beim Challenger in Burnie gewann er auf der zweithöchsten Tennisebene auch sein erstes Match und erreichte im Doppel sogar mit seinem Partner Dane Propoggia das Finale. Er gewann bis Jahresende in Einzel und Doppel jeweils einen Future-Titel und zog im Einzel erstmals in die Top 300 der Welt ein. Diese Position hielt er auch im Folgejahr 2011, als er bei allen vier Grand-Slam-Turnieren in der ersten Runde der Qualifikation ausschied, doch darüber hinaus vier Einzel- und drei Doppeltitel auf der Future Tour gewann. In diesem Jahr erreichte er mit Platz 224 im Einzel sowie mit Rang 293 im Doppel jeweils seinen Karrierebestwert. Den einzigen Auftritt im Hauptfeld eines Grand-Slam-Turniers feierte der Australier ebenfalls 2011, als er an der Seite von Matt Reid im Doppelwettbewerb der Australian Open in der ersten Runde verlor.
2013 erreichte er nochmal das Viertelfinale beim Challenger in Burnie, beendete aber wenig später seine Profikarriere.